# Rumaan Alam
Rumaan Alam (9 de agosto de 1977) es un escritor estadounidense.

## Biografía
Sus padres emigraron de Bangladés a Estados Unidos a principios de los años 1970. Alam, uno de cuatro hermanos, nació en 1977 y creció en un suburbio de Washington D. C. Estudió escritura creativa en el Oberlin College. Escribe habitualmente para The New York Times, New York Magazine, The New Yorker, The New York Review of Books, Bookforum y New Republic.
Es autor de tres novelas: Dejar el mundo atrás, That Kind of Mother y Rich and Pretty. También presenta dos podcasts para Slate.
Dejar el mundo atrás fue aclamada por la crítica literaria  y finalista del Premio Nacional del Libro 2020. En 2023, fue adaptada en la película homónima para Netflix , protagonizada por Julia Roberts, Ethan Hawke, Mahershala Ali y Myha'la Herrold.

## Obras
- 2016: Rich and Pretty (novela)
- 2018: That Kind of Mother (novela)
- 2020: Dejar el mundo atrás (novela)

## Vida personal
Alam es gay.